# Frösöbron

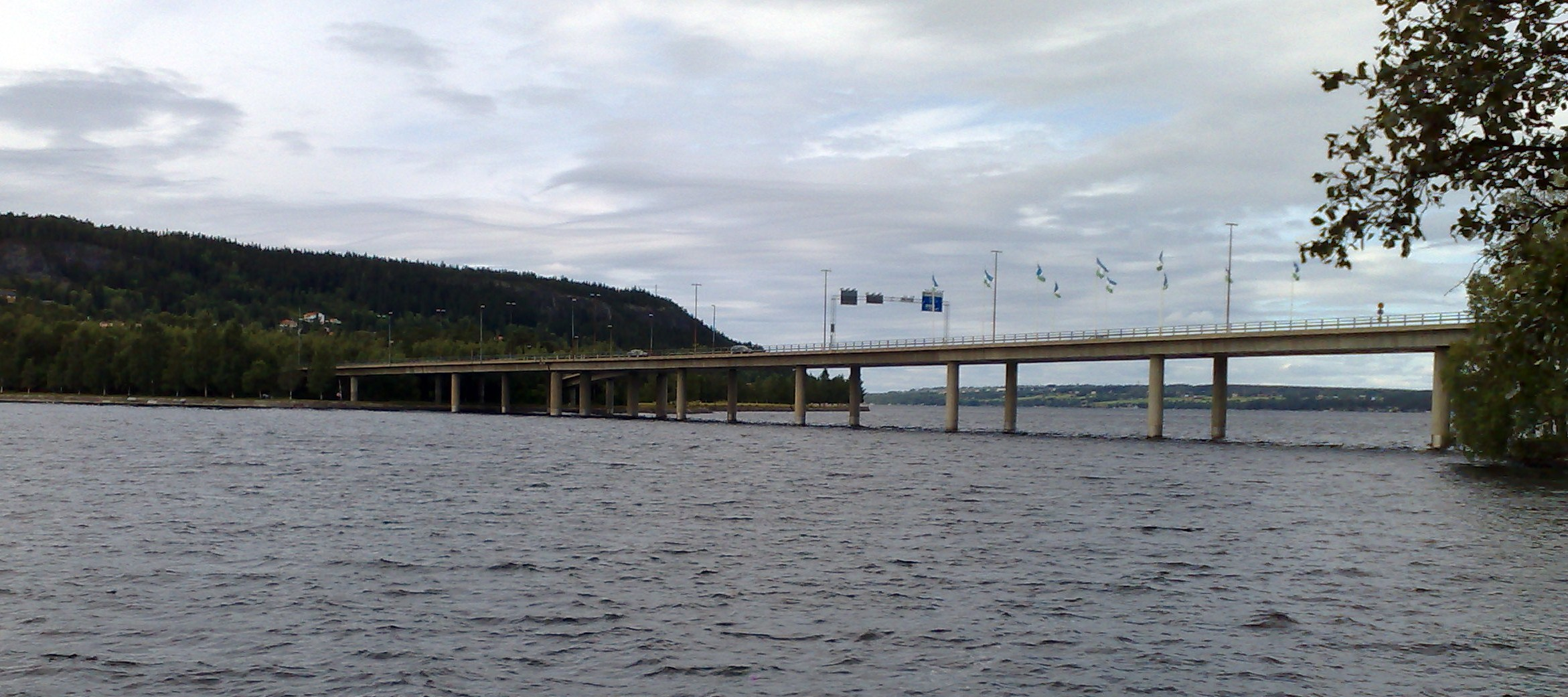
Frösöbron, med Storsjön och Frösön i bakgrunden, från Badhusparken i Östersund.

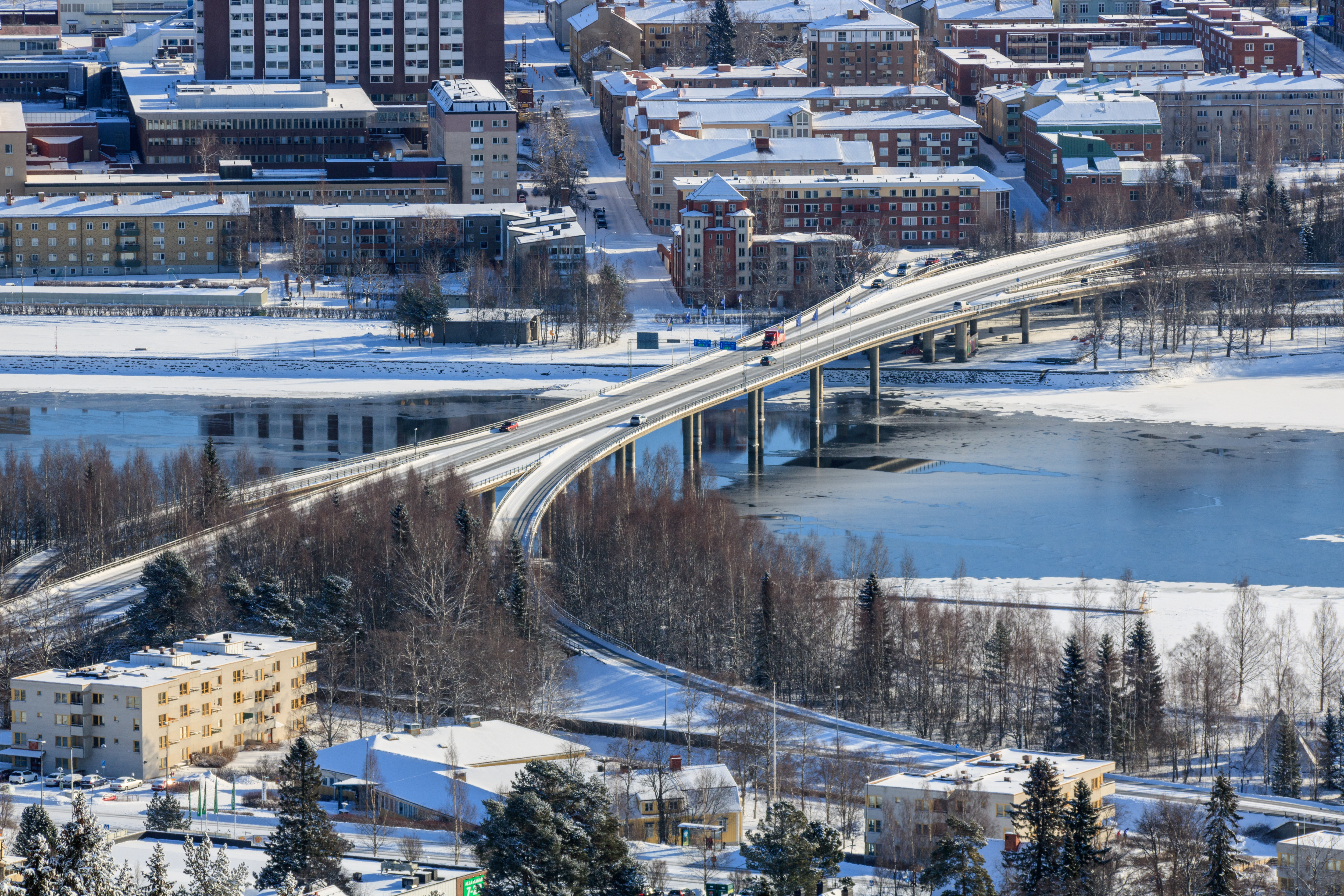
Frösöbron från Gustavsbergsbacken på Frösön.

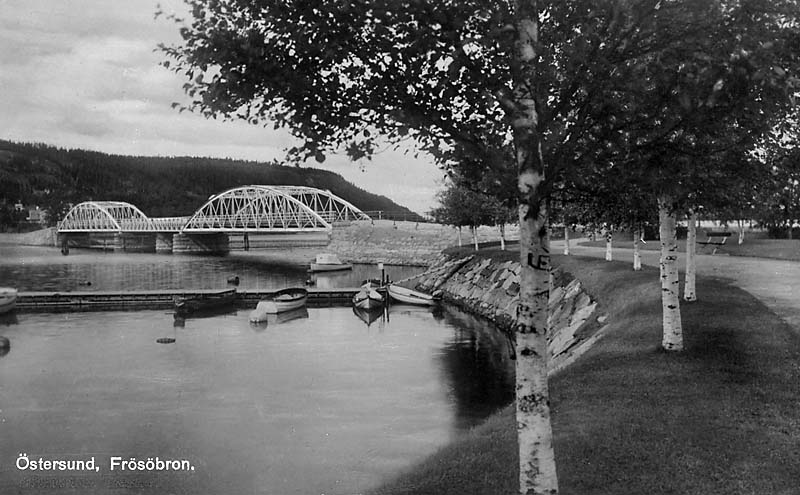
Bild på den gamla Oscarsbron som byggdes 1890.

Frösöbron är en bro över Östersundet i Storsjön som förbinder stadsdelen Hornsberg, på ön Frösön, med den centrala stadsdelen Staden i Östersunds kommun. Den invigdes år 1972.

## Historik
Det har genom åren funnits ett antal broar mellan Frösön och den plats där Östersund nu ligger. 
- Omkring åren 1030–1050 byggdes en bro vid namn Östmans bro. Den omnämns på Frösöstenen, en runsten belägen vid Landstingsborgen och Hornsbergskyrkan i stadsdelen Hornsberg.
- Den bro som byggdes 1710-1712 var en så kallad pålbro – en bro byggd på neddrivna pålar i sjöbottnen. Bron ritades och byggdes av fortifikationsofficeren Kapten Petter Brunnman, (adlad Riddercrona 1719[2]), som utmärkte sig under belägringen av Stralsund 1715. Bron raderades under islossning våren 1753. [3]
- Oscarsbron byggdes 1890. Den bestod av stålkonstruktion, döpt efter kung Oscar II som själv invigde den år 1897.
- År 1936 byggdes en ny betongbro som var 12 meter bred, och som fanns kvar fram till den nuvarande brons invigning.

Nuvarande bro invigdes 1972, då fortfarande den enda bron som förband Frösön med fastlandet. Senare har tillkommit två ytterligare broar från ön – Rödöbron i norr (invigd 1993) och Vallsundsbron i söder (invigd 1998).